# Postrøvernes Konge
Postrøvernes Konge er en amerikansk stumfilm fra 1915 af William S. Hart.

## Medvirkende
- William S. Hart som Jim Treen
- Leona Hutton som Molly Stewart
- Frank Borzage som Bill Carey